# Düsseldorfer Turn- und Sportverein Fortuna 1895 1999-2000
Questa voce raccoglie le informazioni riguardanti il Düsseldorfer Turn- und Sportverein Fortuna 1895 nelle competizioni ufficiali della stagione 1999-2000.

## Stagione
Nella stagione 1999-2000 il Fortuna Düsseldorf, allenato da Jürgen Gelsdorf, concluse il campionato di Regionalliga ovest-sudovest al 6º posto. In Coppa di Germania il Fortuna Düsseldorf fu eliminato al secondo turno dall'Ulma.

## Rosa
| N. |                     | Ruolo | Calciatore         |
| -- | ------------------- | ----- | ------------------ |
| 1  | Germania (bandiera) | P     | Mirko Bitzer       |
| 1  | Germania (bandiera) | P     | Frank Kirn         |
| 3  | Germania (bandiera) | D     | Jürgen Radschuweit |
| 4  | Germania (bandiera) | D     | Rudolf Zedi        |
| 7  | Russia (bandiera)   | A     | Oleg Putilo        |
| 10 | Germania (bandiera) | C     | Uwe Weidemann      |
| 11 | Germania (bandiera) | C     | Heinz Vossen       |
| 12 | Germania (bandiera) | P     | Sven Neuhaus       |
| 17 | Germania (bandiera) | C     | Marinko Miletic    |
| 18 | Germania (bandiera) | C     | Guido Jörres       |
| 19 | Germania (bandiera) | C     | Dirk Michels       |
| 20 | Germania (bandiera) | C     | Christoph Kempers  |
| 21 | Germania (bandiera) | C     | Sven Mollenhauer   |
| 23 | Nigeria (bandiera)  | D     | Augustine Fregene  |
| 25 | Germania (bandiera) | D     | Stephan Heller     |
| 26 | Germania (bandiera) | A     | Wolfram Klein      |

| N. |                        | Ruolo | Calciatore       |
| -- | ---------------------- | ----- | ---------------- |
| 28 | Germania (bandiera)    | C     | Daniel Cartus    |
| 35 | Germania (bandiera)    | P     | Dennis Prostka   |
|    | Germania (bandiera)    | D     | Samir Bilalovic  |
|    | Turchia (bandiera)     | D     | Kemal Halat      |
|    | Germania (bandiera)    | D     | Enrico Kowski    |
|    | Camerun (bandiera)     | D     | Yves Ngongang    |
|    | Finlandia (bandiera)   | D     | Jussi Nuorela    |
|    | Slovacchia (bandiera)  | D     | Karol Praženica  |
|    | Germania (bandiera)    | C     | Şenol Demirci    |
|    | Tunisia (bandiera)     | C     | Iteb Gamgoum     |
|    | Germania (bandiera)    | C     | Andreas Gensler  |
|    | Germania (bandiera)    | C     | Antoine Hey      |
|    | Camerun (bandiera)     | C     | Francis Yonga    |
|    | Paesi Bassi (bandiera) | A     | Virgil Breetveld |
|    | Nigeria (bandiera)     | A     | Alex Omogie      |
|    | Nigeria (bandiera)     | A     | Ganiyu Shittu    |

## Organigramma societario
Area tecnica
- Allenatore: Jürgen Gelsdorf
- Allenatore in seconda:
- Preparatore dei portieri:
- Preparatori atletici:
- Analisi video:

## Calciomercato

### Sessione estiva
| Acquisti | Acquisti           | Acquisti             | Acquisti |
| R.       | Nome               | da                   | Modalità |
| -------- | ------------------ | -------------------- | -------- |
| A        | Wolfram Klein      | Alemannia Aquisgrana |          |
| P        | Mirko Bitzer       | Kaiserslautern II    |          |
| A        | Virgil Breetveld   | Excelsior            |          |
| C        | Andreas Gensler    | Bayer Leverkusen II  |          |
| D        | Kemal Halat        | Gütersloh            |          |
| C        | Antoine Hey        | Birmingham City      |          |
| D        | Jussi Nuorela      | PEC Zwolle           |          |
| D        | Karol Praženica    | Dukla B.B.           |          |
| A        | Oleg Putilo        | Cappellen            |          |
| D        | Jürgen Radschuweit | Uerdingen 05         |          |
| C        | Heinz Vossen       | Uerdingen 05         |          |
| C        | Uwe Weidemann      | Gütersloh            |          |

| Cessioni | Cessioni           | Cessioni            | Cessioni |
| R.       | Nome               | a                   | Modalità |
| -------- | ------------------ | ------------------- | -------- |
| D        | Paweł Bocian       | Lech Poznań         |          |
| D        | Daniel Addo        | Karlsruhe           |          |
| D        | Jörg Bach          | Eintracht Treviri   |          |
| D        | Marc Beckers       | Arīs Salonicco      |          |
| D        | Christian Beeck    | Energie Cottbus     |          |
| C        | Arnold Dybek       | Ditzingen           |          |
| C        | Rudi Istenič       | Uerdingen 05        |          |
| D        | Mathias Jack       | Hibernian           |          |
| P        | Frank Juric        | Bayer Leverkusen    |          |
| A        | Marek Leśniak      | Preußen Münster     |          |
| C        | Edvin Murati       | Paris Saint-Germain |          |
| C        | Thorsten Nehrbauer | Magonza             |          |
| C        | Ionel Pirvu        | Farul Costanza      |          |
| A        | Igli Tare          | Kaiserslautern      |          |
| C        | René Tengstedt     | Lyngby              |          |
| C        | Lars Unger         | SW Bregenz          |          |
| P        | Thorsten Walther   | Tolosa              |          |
| D        | Kristian Zedi      | Magonza             |          |

## Risultati

### Regionalliga ovest-sudovest

#### Girone di andata
| Arbitro: | Berg |

|           |           |            |
| Choji 45’ | Marcatori | 15’ Putilo |

| Arbitro: | Haupt |

|                                   |           |            |
| Cartus 31’ Vossen 35’ Demirci 64’ | Marcatori | 88’ Ebbers |

| Arbitro: | Scheppe |

|            |           |            |
| Jonjić 13’ | Marcatori | 41’ Shittu |

| Arbitro: | Friedrichs |

|                      |           |                                    |
| Cartus 76’ Halat 80’ | Marcatori | 13’, 71’ Weis 70’ Junior 87’ Adzic |

| 22 agosto 1999 5ª giornata |  | – turno di riposo |  |  |

| Arbitro: | Müller |

|            |           |  |
| Shittu 82’ | Marcatori |  |

| Arbitro: | Sahler |

|                           |           |  |
| Racanel 43’ Milošević 58’ | Marcatori |  |

| Düsseldorf 12 settembre 1999, ore 15:00 CEST 8ª giornata | Fortuna Düsseldorf | 0 – 0 referto | Paderborn | Rheinstadion (4 000 spett.)\| Arbitro: \| Gruse \| |
| Arbitro:                                                 | Gruse              |               |           |                                                    |

| Elversberg 18 settembre 1999, ore 15:00 CEST 9ª giornata | Elversberg | 0 – 0 referto | Fortuna Düsseldorf | Waldstadion an der Keiserlinde (1 200 spett.)\| Arbitro: \| Göbel \| |
| Arbitro:                                                 | Göbel      |               |                    |                                                                      |

| Arbitro: | Beitzel |

|                              |           |                      |
| Putilo 19’ Jörres 45’ (rig.) | Marcatori | 38’ Öztürk 85’ Akcay |

| Arbitro: | Schneider |

|           |           |                       |
| Joppe 88’ | Marcatori | 38’ Cartus 84’ Putilo |

| Arbitro: | Wegener-Gärtner |

|                                                        |           |              |
| Shittu 18’ Zedi 60’ Putilo 65’ Gensler 83’ Michels 88’ | Marcatori | 68’ Dimitrov |

| Arbitro: | Perschke |

|            |           |             |
| Shittu 39’ | Marcatori | 90’ Gaubatz |

| Arbitro: | Czech |

|                 |           |             |
| Zedi 80’ (aut.) | Marcatori | 29’ Michels |

| Arbitro: | Müller |

|                 |           |  |
| Shittu 50’, 79’ | Marcatori |  |

| Arbitro: | Göbel |

|            |           |                          |
| Winter 80’ | Marcatori | 10’ Weidemann 75’ Cartus |

| Düsseldorf 14 novembre 1999, ore 14:30 CET 17ª giornata | Fortuna Düsseldorf | 0 – 0 referto | Bayer Leverkusen II | Rheinstadion (4 000 spett.)\| Arbitro: \| Krieger \| |
| Arbitro:                                                | Krieger            |               |                     |                                                      |

| Arbitro: | Wegener-Gärtner |

|              |           |            |
| Hausmann 32’ | Marcatori | 17’ Shittu |

| Arbitro: | Pickel |

|                                      |           |  |
| Shittu 42’ Hey 87’ Jörres 90’ (rig.) | Marcatori |  |

#### Girone di ritorno
| Düsseldorf 11 dicembre 1999, ore 14:15 CET 20ª giornata | Fortuna Düsseldorf | 0 – 0 referto | Saarbrücken | Rheinstadion (4 000 spett.)\| Arbitro: \| Friedrichs \| |
| Arbitro:                                                | Friedrichs         |               |             |                                                         |

| Arbitro: | Schneider |

|  |           |            |
|  | Marcatori | 68’ Cartus |

| Düsseldorf 5 febbraio 2000, ore 15:30 CET 22ª giornata | Fortuna Düsseldorf | 0 – 0 referto | Siegen | Rheinstadion (9 000 spett.)\| Arbitro: \| Webers \| |
| Arbitro:                                               | Webers             |               |        |                                                     |

| Arbitro: | Weber |

|           |           |          |
| Klose 40’ | Marcatori | 90’ Zedi |

| 20 febbraio 2000 24ª giornata |  | – turno di riposo |  |  |

| Ahlen 27 febbraio 2000, ore 14:30 CET 25ª giornata | LR Ahlen | 0 – 0 referto | Fortuna Düsseldorf | Wersestadion (4 650 spett.)\| Arbitro: \| Müller \| |
| Arbitro:                                           | Müller   |               |                    |                                                     |

| Arbitro: | Schräer |

|           |           |             |
| Putilo 5’ | Marcatori | 18’ Racanel |

| Arbitro: | Webers |

|  |           |          |
|  | Marcatori | 45’ Zedi |

| Arbitro: | Schneider |

|              |           |                                   |
| Weidemann 4’ | Marcatori | 38’ Haffner 83’ Eichmann 85’ Bick |

| Arbitro: | Schütz |

|                              |           |  |
| Gambo 33’ Mehnert 90’ (rig.) | Marcatori |  |

| Arbitro: | Gruse |

|                             |           |  |
| Kempers 12’, 55’ Omogie 83’ | Marcatori |  |

| Arbitro: | Scheppe |

|  |           |                          |
|  | Marcatori | 1’, 14’, 19’, 29’ Shittu |

| Arbitro: | Weber |

|                                 |           |                   |
| Þórðarson 3’ Istenič 75’ (rig.) | Marcatori | 73’ (rig.) Jörres |

| Arbitro: | Beitzel |

|                                                                       |           |  |
| Halat 3’ Putilo 13’, 34’, 52’, 61’ Radschuweit 73’, 75’ Weidemann 82’ | Marcatori |  |

| Arbitro: | Könen |

|                           |           |  |
| Plaßhenrich 30’ Milde 80’ | Marcatori |  |

| Arbitro: | Pickel |

|                        |           |                                       |
| Putilo 40’ Michels 41’ | Marcatori | 30’ Küsters 44’ Leśniak 57’ Metzelder |

| Arbitro: | Kortholt |

|           |           |  |
| Nacev 21’ | Marcatori |  |

| Arbitro: | Gebhardt |

|                                |           |  |
| Zedi 15’ Putilo 43’ Shittu 60’ | Marcatori |  |

| Arbitro: | Friedrichs |

|                               |           |  |
| Bieber 35’ Brinkmann 45’, 55’ | Marcatori |  |

### Coppa di Germania
| Arbitro: | Wendorf |

|                       |           |  |
| Putilo 31’ Shittu 67’ | Marcatori |  |

| Arbitro: | Hauer |

|  |           |                       |
|  | Marcatori | 43’ Bódog 50’ de Haar |

## Statistiche

### Statistiche di squadra
| Competizione                | Punti | In casa | In casa | In casa | In casa | In casa | In casa | In trasferta | In trasferta | In trasferta | In trasferta | In trasferta | In trasferta | Totale | Totale | Totale | Totale | Totale | Totale | DR  |
| Competizione                | Punti | G       | V       | N       | P       | Gf      | Gs      | G            | V            | N            | P            | Gf           | Gs           | G      | V      | N      | P      | Gf     | Gs     | DR  |
| --------------------------- | ----- | ------- | ------- | ------- | ------- | ------- | ------- | ------------ | ------------ | ------------ | ------------ | ------------ | ------------ | ------ | ------ | ------ | ------ | ------ | ------ | --- |
| Regionalliga ovest-sudovest | 53    | 18      | 8       | 7       | 3       | 37      | 16      | 18           | 5            | 7            | 6            | 16           | 19           | 36     | 13     | 14     | 9      | 53     | 35     | +18 |
| Coppa di Germania           | -     | 2       | 1       | 0       | 1       | 2       | 2       | 0            | 0            | 0            | 0            | 0            | 0            | 2      | 1      | 0      | 1      | 2      | 2      | 0   |
| Totale                      | 53    | 20      | 9       | 7       | 4       | 39      | 18      | 18           | 5            | 7            | 6            | 16           | 19           | 38     | 14     | 14     | 10     | 55     | 37     | +18 |

### Andamento in campionato
| Giornata  | 1 | 2 | 3 | 4  | 5  | 6 | 7 | 8  | 9  | 10 | 11 | 12 | 13 | 14 | 15 | 16 | 17 | 18 | 19 | 20 | 21 | 22 | 23 | 24 | 25 | 26 | 27 | 28 | 29 | 30 | 31 | 32 | 33 | 34 | 35 | 36 | 37 | 38 |
| --------- | - | - | - | -- | -- | - | - | -- | -- | -- | -- | -- | -- | -- | -- | -- | -- | -- | -- | -- | -- | -- | -- | -- | -- | -- | -- | -- | -- | -- | -- | -- | -- | -- | -- | -- | -- | -- |
| Luogo     | T | C | T | C  |    | C | T | C  | T  | C  | T  | C  | C  | T  | C  | T  | C  | T  | C  | C  | T  | C  | T  |    | T  | C  | T  | C  | T  | C  | T  | T  | C  | T  | C  | T  | C  | T  |
| Risultato | N | V | N | P  |    | V | P | N  | N  | N  | V  | V  | N  | N  | V  | V  | N  | N  | V  | N  | V  | N  | N  |    | N  | N  | V  | P  | P  | V  | V  | P  | V  | P  | P  | P  | V  | P  |
| Posizione | 9 | 4 | 7 | 12 | 13 | 8 | 9 | 10 | 10 | 9  | 10 | 8  | 9  | 9  | 6  | 7  | 6  | 6  | 6  | 6  | 5  | 5  | 6  | 6  | 7  | 8  | 6  | 6  | 6  | 6  | 6  | 6  | 6  | 6  | 6  | 6  | 6  | 6  |

Legenda:

Luogo: C = Casa; T = Trasferta. Risultato: V = Vittoria; N = Pareggio; P = Sconfitta.

### Statistiche dei giocatori
| Giocatore      | Regionalliga | Regionalliga | Regionalliga | Regionalliga | Coppa di Germania | Coppa di Germania | Coppa di Germania | Coppa di Germania | Totale   | Totale | Totale      | Totale     |
| Giocatore      | Presenze     | Reti         | Ammonizioni  | Espulsioni   | Presenze          | Reti              | Ammonizioni       | Espulsioni        | Presenze | Reti   | Ammonizioni | Espulsioni |
| -------------- | ------------ | ------------ | ------------ | ------------ | ----------------- | ----------------- | ----------------- | ----------------- | -------- | ------ | ----------- | ---------- |
| S. Bilalovic   | 1            | 0            | 0            | 0            | 0                 | 0                 | 0                 | 0                 | 1        | 0      | 0           | 0          |
| M. Bitzer      | 33           | 0            | 0            | 0            | 2                 | 0                 | 0                 | 0                 | 35       | 0      | 0           | 0          |
| V. Breetveld   | 11           | 0            | 2            | 0            | 2                 | 0                 | 0                 | 0                 | 13       | 0      | 2           | 0          |
| D. Cartus      | 24           | 5            | 11           | 3            | 2                 | 0                 | 1                 | 0                 | 26       | 5      | 12          | 3          |
| Ş. Demirci     | 7            | 1            | 0            | 0            | 0                 | 0                 | 0                 | 0                 | 7        | 1      | 0           | 0          |
| A. Fregene     | 8            | 0            | 3            | 1            | 1                 | 0                 | 0                 | 0                 | 9        | 0      | 3           | 1          |
| I. Gamgoum     | 1            | 0            | 0            | 0            | 0                 | 0                 | 0                 | 0                 | 1        | 0      | 0           | 0          |
| A. Gensler     | 16           | 1            | 2            | 1            | 0                 | 0                 | 0                 | 0                 | 16       | 1      | 2           | 1          |
| K. Halat       | 31           | 2            | 6            | 0            | 2                 | 0                 | 1                 | 0                 | 33       | 2      | 7           | 0          |
| S. Heller      | 3            | 0            | 0            | 0            | 0                 | 0                 | 0                 | 0                 | 3        | 0      | 0           | 0          |
| A. Hey         | 24           | 1            | 4            | 0            | 0                 | 0                 | 0                 | 0                 | 24       | 1      | 4           | 0          |
| G. Jörres      | 34           | 3            | 9            | 0            | 1                 | 0                 | 0                 | 0                 | 35       | 3      | 9           | 0          |
| C. Kempers     | 11           | 2            | 0            | 0            | 0                 | 0                 | 0                 | 0                 | 11       | 2      | 0           | 0          |
| F. Kirn        | 0            | 0            | 0            | 0            | 0                 | 0                 | 0                 | 0                 | 0        | 0      | 0           | 0          |
| W. Klein       | 17           | 0            | 2            | 0            | 0                 | 0                 | 0                 | 0                 | 17       | 0      | 2           | 0          |
| E. Kowski      | 1            | 0            | 0            | 0            | 1                 | 0                 | 0                 | 0                 | 2        | 0      | 0           | 0          |
| D. Michels     | 36           | 3            | 3            | 0            | 2                 | 0                 | 0                 | 0                 | 38       | 3      | 3           | 0          |
| M. Miletic     | 8            | 0            | 0            | 0            | 2                 | 0                 | 0                 | 0                 | 10       | 0      | 0           | 0          |
| S. Mollenhauer | 18           | 0            | 1            | 0            | 0                 | 0                 | 0                 | 0                 | 18       | 0      | 1           | 0          |
| S. Neuhaus     | 4            | 0            | 1            | 0            | 0                 | 0                 | 0                 | 0                 | 4        | 0      | 1           | 0          |
| Y. Ngongang    | 0            | 0            | 0            | 0            | 0                 | 0                 | 0                 | 0                 | 0        | 0      | 0           | 0          |
| J. Nuorela     | 25           | 0            | 6            | 0            | 2                 | 0                 | 1                 | 0                 | 27       | 0      | 7           | 0          |
| A. Omogie      | 8            | 1            | 0            | 0            | 0                 | 0                 | 0                 | 0                 | 8        | 1      | 0           | 0          |
| K. Praženica   | 0            | 0            | 0            | 0            | 0                 | 0                 | 0                 | 0                 | 0        | 0      | 0           | 0          |
| D. Prostka     | 0            | 0            | 0            | 0            | 0                 | 0                 | 0                 | 0                 | 0        | 0      | 0           | 0          |
| O. Putilo      | 36           | 11           | 2            | 0            | 2                 | 1                 | 0                 | 0                 | 38       | 12     | 2           | 0          |
| J. Radschuweit | 27           | 2            | 6            | 1            | 2                 | 0                 | 1                 | 0                 | 29       | 2      | 7           | 1          |
| G. Shittu      | 33           | 13           | 3            | 0            | 2                 | 1                 | 0                 | 0                 | 35       | 14     | 3           | 0          |
| H. Vossen      | 12           | 1            | 3            | 0            | 1                 | 0                 | 0                 | 0                 | 13       | 1      | 3           | 0          |
| U. Weidemann   | 27           | 3            | 3            | 1            | 2                 | 0                 | 0                 | 0                 | 29       | 3      | 3           | 1          |
| F. Yonga       | 6            | 0            | 0            | 0            | 0                 | 0                 | 0                 | 0                 | 6        | 0      | 0           | 0          |
| R. Zedi        | 34           | 4            | 8            | 0            | 2                 | 0                 | 1                 | 0                 | 36       | 4      | 9           | 0          |